# Тура (Красногорський район)
Тура́ (рос. Тура, удм. Тури) — присілок в Красногорському районі Удмуртії, Росія.

## Населення
Населення — 75 осіб (2010; 79 в 2002).
Національний склад станом на 2002 рік:
- удмурти — 84 %